# Вероника Борисовой
Веро́ника Бори́совой, или Веро́ника гололи́стная (лат. Veronica borissovae) — однолетнее травянистое растение, вид рода Вероника (Veronica) семейства Подорожниковые (Plantaginaceae).

## Ботаническое описание
Корни тонкие.
Стебли 5—8 см высотой, с двумя супротивными рядами мягких волосков, слабые, изогнутые, приподнимающиеся, облиственные.
Листья сидячие или на едва заметных черешках, нижние яйцевидные, средние от продолговатых до ланцетных, верхние от ланцетных до линейно-ланцетных, по краю с одним-тремя зубцами или почти цельнокрайные, голые.
Цветки в пазушных рыхлых кистях, на тонких, голых цветоносах (5)8—15 см длиной, в 2—4 раза превышающих бесплодные побеги. Цветоножки тонкие, в 3—4 раза длиннее голых прицветников. Прицветники продолговатые или яйцевидные, 1—2 мм длиной. Чашечки около 3 мм длиной, с четырьмя сросшимися у самого основания яйцевидно-продолговатыми долями, островатыми на верхушке, голыми или по краю с редкими ресничками. Венчик колесовидный, 10—13 мм в диаметре, голубой, в зеве с волосками, сросшийся при основании в трубку, в отгибе с четырьмя лопастями 5—6 мм длиной, из них три почти одинаковые, округлые или широкояйцевидные. Тычинки на нитях около 3 мм длиной, пыльники продолговато-яйцевидные, 0,5 мм длиной. Столбик равный коробочке и чашечке, изогнутый.
Коробочка сердцевидная, 5 мм шириной, 3 мм длиной, с клиновидным основанием, с неглубокой выемкой, с тупыми, короткими и голыми лопастями, расходящимися под тупым углом. Семена округло-яйцевидные, 0,75 мм длиной, около 0,5 мм шириной, плоско-выпуклые, с рубчиком в середине.

## Распространение
Кавказ: Дагестан (горы Салатау, Богосский хребет), Кабардино-Балкария (гора Мехтыген). Эндемик. Чрезвычайно редкий и своеобразный вид.
Растёт на каменистых склонах.